# کشتی در ایران

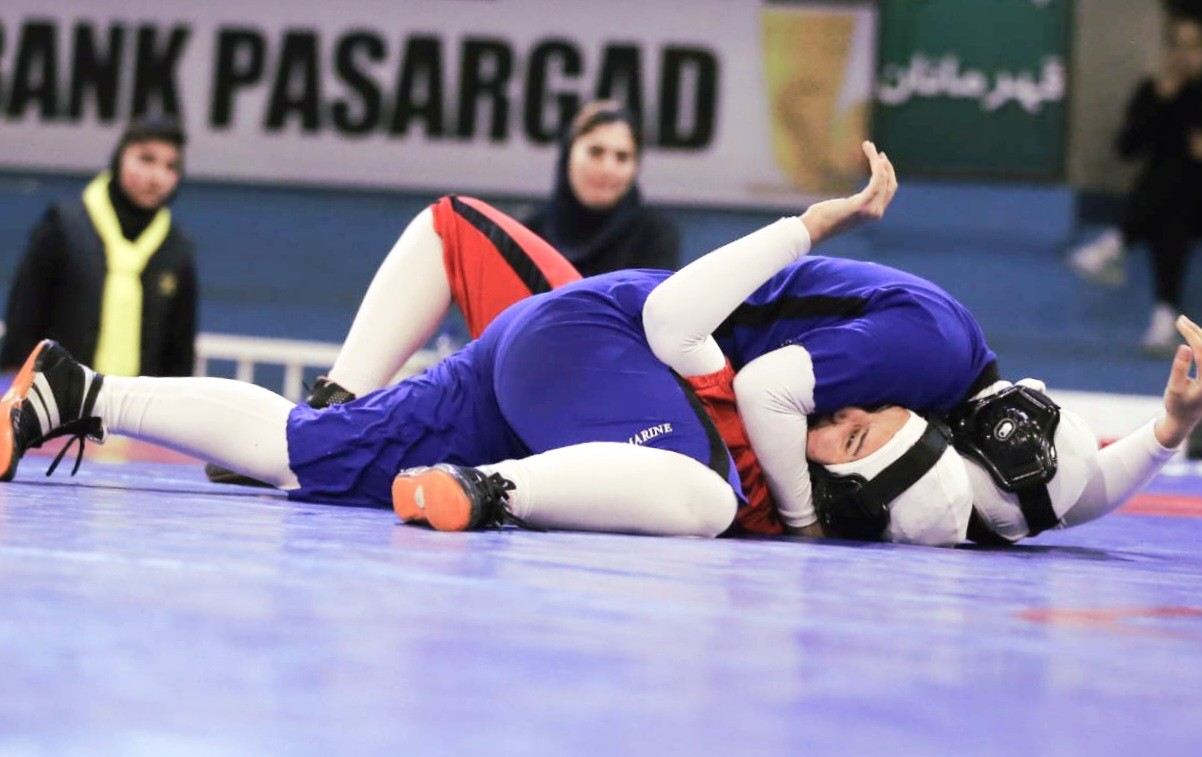
رقابت‌های کشتی زنان ایران پس از انقلاب ۱۳۵۷ با دوبنده‌های ویژه طراحی‌شده برای زنان ایرانی برگزار شده‌اند.

کشتی در ایران از قدیمی‌ترین ورزش‌ها برای زنان و مردان بوده است که در دوران صفویه و زندیه رونق افزوده‌ای یافته بود. کشتی زنان ایران اگرچه برگزار می‌شود اما هواداران کمتری نسبت به کشتی مردان دارد و اقتصاد آن نیز کوچک‌تر است. نام کشتی نیز از کمربندی به نام کُستی گرفته شده که پارسیان و زرتشتیان هنگام غروب آفتاب به کمر خود می‌بستند و در برابر کانون آتش به دعا خواندن می‌پرداختند.
نخستین باشگاه کشتی، باشگاه سلیمان خان در خیابان شاهپور (وحدت اسلامی) واقع بوده است.
در سال ۲۰۲۴، مهاجرت کشتی‌گیران زن ایرانی گزارش شد و برخی به مشکلات پوشش زنان کشتی‌گیر ایران پرداختند.

## انواع

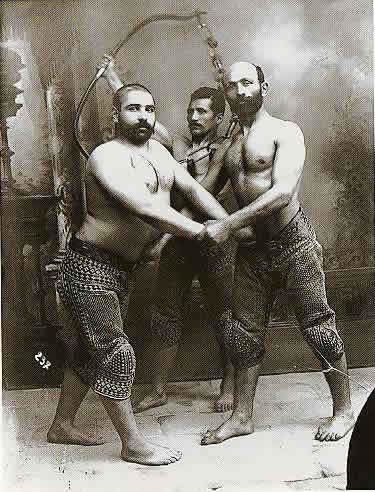
کشتی در زورخانه، اواخر دوره قاجار

پهلوان سید علی، پهلوان اول کشتی ایران در دوره رضا شاه

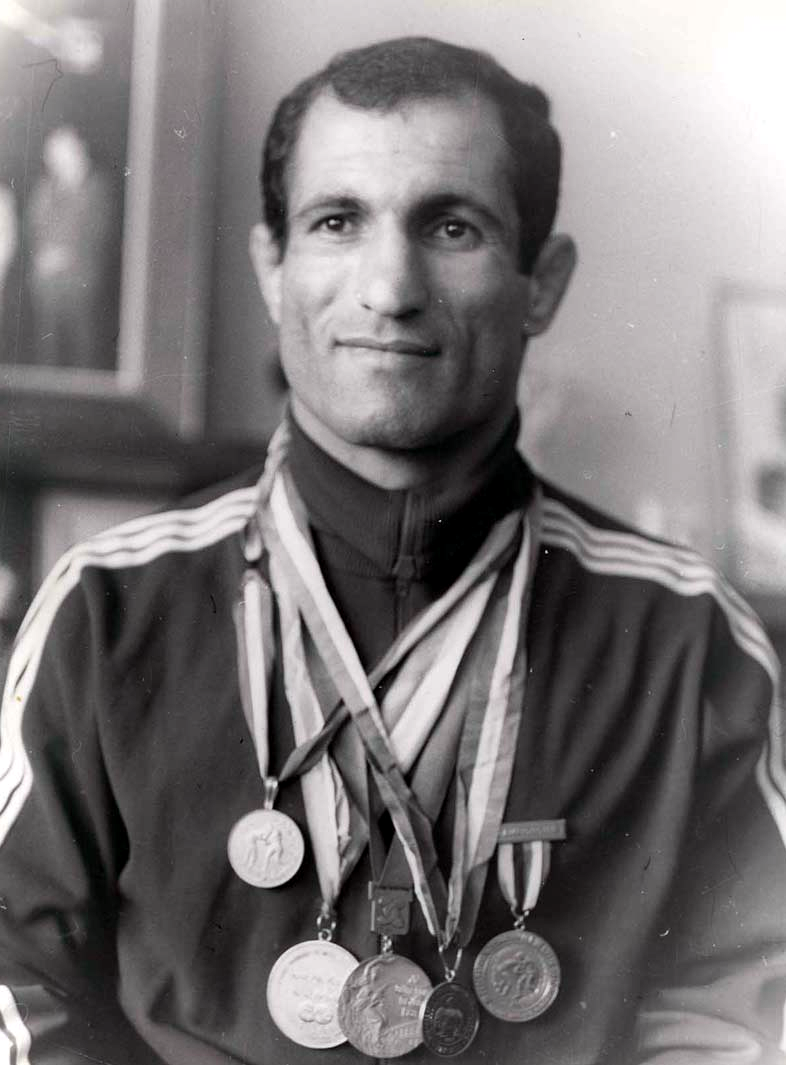
عبدالله موحد پرافتخارترین کشتی‌گیر آزاد کار ایران با ۶ مدال طلای جهان و المپیک

- کشتی پهلوانی یا زورخانه‌ای: در سراسر ایران
- کشتی لوچو: از ورزش‌های محبوب روستاهای مازندران است و چون جایزه کشتی‌گیران را بر نوک یک چوب در وسط میدان آویزان می‌کنند به آن لوچو گویند. جایزه؛ قواره پارچه، شال و ترمه و گاهی گاو یا گوسفند است که به همان چوب وسط میدان بسته می‌شود.
- کشتی با چوخه: این کشتی در سراسر استان خراسان به ویژه مشهد، قوچان، شیروان و اسفراین رواج دارد و در فضای آزاد به اجرا در می‌آید.
- کشتی گیله مردی: این کشتی در استان گیلان و غرب مازندران رواج دارد. در این کشتی هر جای بدن حریف با زمین تماس پیدا کند شکست خورده است. در این کشتی، علاوه بر فون کشتی از ضربات مشت نیز استفاده می‌شود؛ و کشتی گیران گیله مرد تنها یک شلوار تنگ استفاده می‌کنند و جایزه آن گاو، گوسفند، پارچه و… است.
- کشتی چَکِ چیشت در منطقه کجور شهرستان نوشهر و نور استان مازندران
- کشتی میس میسی در منطقه کلارستاق شهرستان چالوس و کلاردشت استان مازندران
- کشتی دست دستی در شهرستان چالوس استان مازندران
- کشتی بندی در شهرستان سوادکوه و سوادکوه شمالی استان مازندران
- کشتی زوران پاتوله در کردستان
- کشتی لری در لرستان
- کشتی جنگ (یا زوران) در منطقه الیگودرز
- کشتی بغل به بغل در قزوین
- کشتی عاشیرما در آذربایجان شرقی و آذربایجان غربی
- کشتی گوراش یا ترکمنی در مناطق ترکمن‌نشین
- کشتی عربی در میان ایلات و عشایر خوزستان
- کشتی کمربندی در استان اصفهان
- کشتی لشکرکشی در ابرکوه به ویژه مهردشت ،استان یزد
- کشتی کج گردان در سیستان و بلوچستان به ویژه در روستاهای شهرستان زابل
- کشتی دسته بغل در استان فارس به‌ویژه منطقه ارسنجان
- کشتی کمری در آذربایجان و ترک‌های قزلباش

## تاریخچه

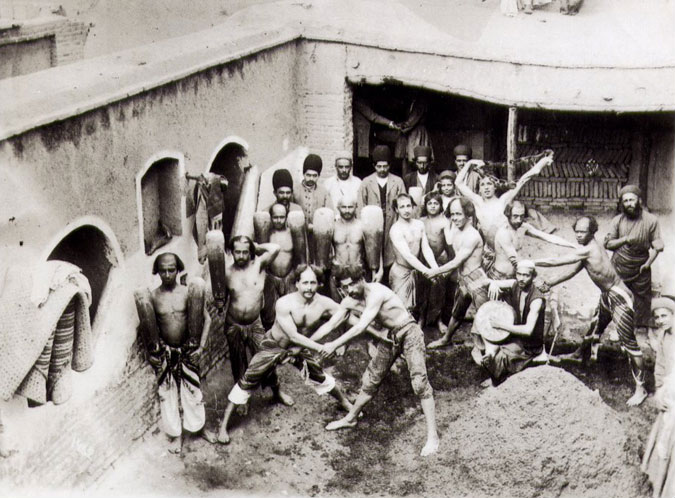
کشتی‌گیران زورخانه در دوره قاجار

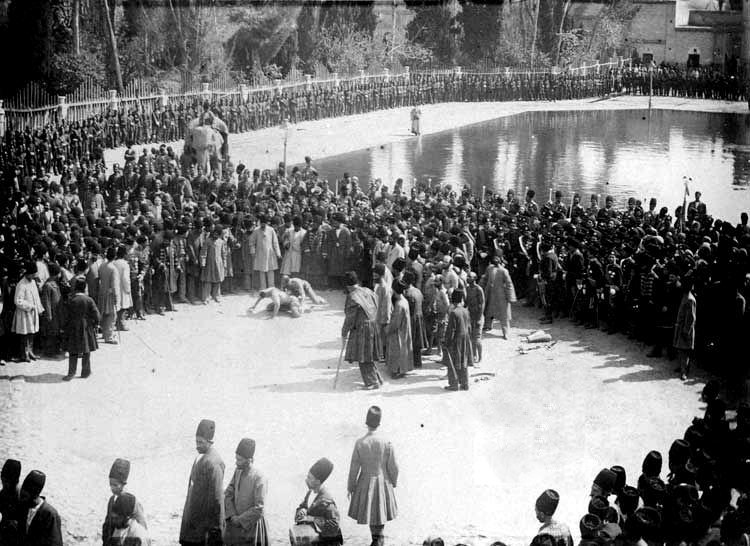
تماشای کشتی پهلوانی در دوره ناصرالدین شاه در میدان ارک تهران

کشتی و ورزش باستانی در دوران صفویه و زندیه رونق زیادی در ایران یافت به طوری که در هر شهر صدها پهلوان بنام وجود داشت. در دوران قاجاریه علاقه به این ورزش چنان زیاد شد که در دوران ناصرالدین شاه شخصی به نام «صاحب الدوله» مأمور توسعه ورزش کشتی شد و در تمامی روزهای تعطیل پهلوانان در میدان‌های شهر به کشتی گرفتن می‌پرداختند. مسابقات کشتی پهلوانی برای انتخاب پهلوان پایتخت از همین ایام آغاز شد و بعدها به صورت یک سنت جاری همه‌ساله درآمد. محمدصادق بلورفروش، ابراهیم یزدی معروف به یزدی بزرگ، پهلوان اکبر خراسانی، حسین یوزباشی، سید حسن رزاز، سید اسماعیل کالسکه‌ساز از کشتی‌گیران و پهلوانان معروف آن زمان بودند.
از زمان رضا شاه زورخانه با فرهنگ جدید رونق بیشتری گرفت و در کنار زورخانه‌ها، باشگاه‌ها و ورزشگاه‌ها هم شکل گرفتند. از سال ۱۳۱۸ با مطرح شدن مقررات بین‌المللی کشتی، تغییر و تحولاتی در شیوه کشتی گرفتن و طرز لباس پوشیدن کشتی‌گیران پدید آمد.
مسعود پهلوان نشان از اصفهان در سال ۱۳۱۷ تعلیم کشتی آزاد و فرنگی با مقررات بین‌المللی را در ایران آغاز کرد. وی اولین تشک کشتی از جنس اسفنج را در دانشسرای تربیت بدنی واقع در دروازه دولت تهران پهن کرد. در سال ۱۳۱۸ اولین دوره مسابقات کشتی آزاد قهرمانی کشور در ورزشگاه امجدیه تهران برگزار شد. نخستین باشگاه کشتی هم باشگاه پولاد در خیابان شاپور سابق بود که توسط حاج حسین رضی زاده (آقاشریف) در سال ۱۳۰۰ تأسیس گردید. اولین تیم کشتی خارجی که وارد ایران شد تیم ترکیه بود که در سال ۱۳۲۶ به ایران آمد.
نخستین حضور بین‌المللی کشتی ایران در المپیک ۱۹۴۸ لندن بود که منصور رئیسی در آنجا به مقام چهارم رسید. اولین حضور تیم ملی کشتی ایران در مسابقات قهرمانی کشتی جهان هم در سال ۱۹۵۱ در هلسینکی فنلاند اتفاق افتاد.
تیم ملی کشتی آزاد ایران تاکنون پنج بار قهرمان مسابقات قهرمانی جهان در سال‌های ۱۹۶۱ یوکوهاما، ۱۹۶۵ منچستر، ۱۹۹۸ تهران، ۲۰۰۲ تهران، ۲۰۱۳ بوداپست شده است.
تیم ملی کشتی فرنگی ایران نیز در سال ۲۰۱۴ در تاشکند ازبکستان قهرمان جهان شد.

## کشتی زنان ایران
کشتی زنان ایران اگرچه پس از انقلاب ۱۳۵۷ با محدودیت‌هایی روبرو گردید، اما مسابقه‌های کشتی زنان برگزار شدند و افتخار و دستاوردهای درون‌مرزی و فرامرزی توسط زنان ایران به دست آمدند. اگرچه مشکل‌های مالی و تمرین، گزارش شده‌اند.
از کشتی گیران زن موفق ایرانی، می‌توان به شکیبا بهی با ۵ مدال و جایزه و ۱۰۸ برد بدون باخت اشاره کرد.